# Brassica carinata
Moutarde d'Abyssinie
Espèce
Brassica carinata, la moutarde d'Abyssinie, est une espèce de plantes dicotylédones de la famille des Brassicaceae, tribu des Brassiceae, originaire d'Afrique orientale. Ce sont des plantes herbacées annuelles pouvant atteindre 1,4 mètre de haut.

## Description
Brassica carinata est une plante annuelle herbacée au port dressé, très ramifiée, qui peut atteindre 1,4 m de haut. Le système racinaire est organisé autour d'une racine pivotante bien développée.
Les feuilles, alternes, glabres à légèrement velues et souvent cireuses, sont portées par un court pétiole.
Les feuilles inférieures ont un limbe relativement grand (jusqu'à 20 cm de long et 10 cm de large), de forme ovale à oblongue, qui présente deux à trois lobes profonds. Elles sont vertes sur la face supérieure et plus pâles ou grisâtres sur la face inférieure, avec des nervures pourpres ou vert clair. Les feuilles situées vers le haut de la plante sont plus petites, plus étroites, moins colorées, moins cireuses et moins découpées.
L'inflorescence, lâche et ramifiée, est composée de grappes.
Les fleurs, actinomorphes, présentent quatre sépales vert clair de 4 à 7 mm de long, alternant avec quatre pétales de couleur jaune à jaune crème de 6 à 10 mm de long, et six étamines (deux courtes à l'extérieur et quatre longues à l'intérieur).
Le fruit est une silique non déhiscente, aux valves fortement lignifiées, droite ou incurvée, généralement de moins de 5 cm de long, avec un bec de forme conique de 2 à 7 mm de long. Chaque silique contient jusqu'à 20 graines. Les siliques sont vertes lorsqu'elles sont immatures, et deviennent graduellement brun pâle durant la maturation.
Les graines, globuleuses, finement réticulées, de couleur jaune à jaune-brun, mesurent de 1 à 1,5 mm de diamètre. Ces graines sont riches en huile, contenant entre 25 et 47 % d'huile selon les cultivars. Le poids de 1000 graines est de 5 grammes.

## Origine génétique
Brassica carinata est un amphidiploïde naturel  (2n = 34, génome BBCC) issu de l'hybridation entre le chou commun et la moutarde noire. Il réunit les génomes diploïdes de ses deux parents, Brassica oleracea (2n = 18, CC) et Brassica nigra  (2n = 16, BB).

## Distribution et habitat
L'espèce Brassica carinata est probablement apparue en Éthiopie où se situe son centre de diversité génétique et où sa culture remonterait à 4000 ans avant Jésus-Christ. Elle est cultivée principalement en Afrique orientale et australe, depuis le Soudan jusqu'au Mozambique et à Madagascar. On ne connaît pas dans la nature de types vraiment sauvages, mais la plante est souvent échappée des cultures.
Son aire de répartition précise est cependant difficile à établir dans la mesure où cette espèce a souvent été confondue dans la littérature avec Brassica juncea.
Relativement adaptable, cette plante se rencontre aussi bien sur les hauts plateaux à climat frais, jusqu'à 2600 mètres d'altitude, que dans les plaines dans des conditions chaudes et sèches. Elle pousse le mieux en saison sèche avec irrigation, quand les ravageurs et maladies sont moins présents. Elle tolère une large gamme de sols et est neutre vis-à-vis de la longueur du jour, pouvant croître de l'équateur jusqu'aux latitudes élevées du Canada. En revanche, elle ne tolère pas les sols salins ou gorgés d'eau.

## Utilisation
Traditionnellement, Brassica carinata est utilisée en Afrique comme légume-feuille apportant des oligoéléments dans le régime alimentaire humain, d'où son surnom d'épinard d'Éthiopie. Les jeunes feuilles tendres sont consommées crues, tandis que les feuilles plus vieilles et les tiges sont cuites et mangées comme des feuilles de chou vert. Brassica carinata est occasionnellement cultivée en tant que plante oléagineuse. L'huile est utilisée pour la cuisine, l'éclairage et la médecine traditionnelle.
Le résidu (tourteau) obtenu à la suite de l'extraction de l'huile est un sous-produit riche en protéines. Ce tourteau est déjà autorisé dans l'alimentation animale au Canada et aux États-Unis.
Selon Agrisoma Biosciences, la compagnie canadienne qui en a sélectionné une variété sous le nom de « moutarde Carinata », « Plus de 50 000 acres (20 000 hectares) de moutarde Carinata sont cultivés dans le monde ».
En France, la moutarde d'Abyssinie fait partie des plantes recensées comme couvert végétal ou engrais vert qui peut être mis en place entre deux cultures, notamment pour piéger les nitrates.  
L'huile extraite des graines, riche en acide érucique, peut entrer dans la composition de biocarburants à faible teneur en carbone pour l'aviation.  